# Jaroonsak Somkong
Jaroonsak Somkong (thailändisch จรูลศักดิ์ สมกอง, * 7. Februar 1984) ist ein thailändischer Fußballspieler.

## Karriere
Jaroonsak Somkong stand bis Ende 2014 bei Air Force Central unter Vertrag. Wo er vorher gespielt hat, ist unbekannt. Der Verein aus der thailändischen Hauptstadt Bangkok spielte in der ersten Liga des Landes, der Thai Premier League. 2014 absolvierte er vier Erstligaspiele für die Air Force. Am Ende der Saison musste er mit dem Verein in die zweite Liga absteigen. Nach dem Abstieg wechselte er für zwei Jahre zum Zweitligisten Krabi FC. Mit dem Verein aus Krabi spielte er in der zweiten Liga, der Thai Premier League Division 1. Wo er von 2017 bis 2018 spielte, ist unbekannt. Die Saison 2019 spielte er für die Amateurligisten Kanthararom United FC und Sri-Samarn FC. 2020 nahm ihn der Drittligist Muangnont Bankunmae FC aus Ayutthaya unter Vertrag. Mit dem Verein spielte er 13-mal in der Bangkok Metropolitan Region der Liga. Nach einer Spielzeit wechselte er zu Beginn der Saison 2021/22 zum Amateurligisten Roi-Et PB United  FC.